# 우에무라 하루키
우에무라 하루키(일본어: 上村 春樹, うえむら はるき, 1951년 2월 14일~)는 일본의 유도 선수이다.

## 경력
구마모토현 오가와정(현재의 구마모토현 우키시)에서 태어났다. 1976년 캐나다 몬트리올에서 열린 1976년 하계 올림픽에 참가하여 무제한급 결승전에서 영국의 키스 렘프리를 꺾고 금메달을 획득하였다.
2009년 고도칸의 회장으로 선출되었다.